# Felwine Sarr

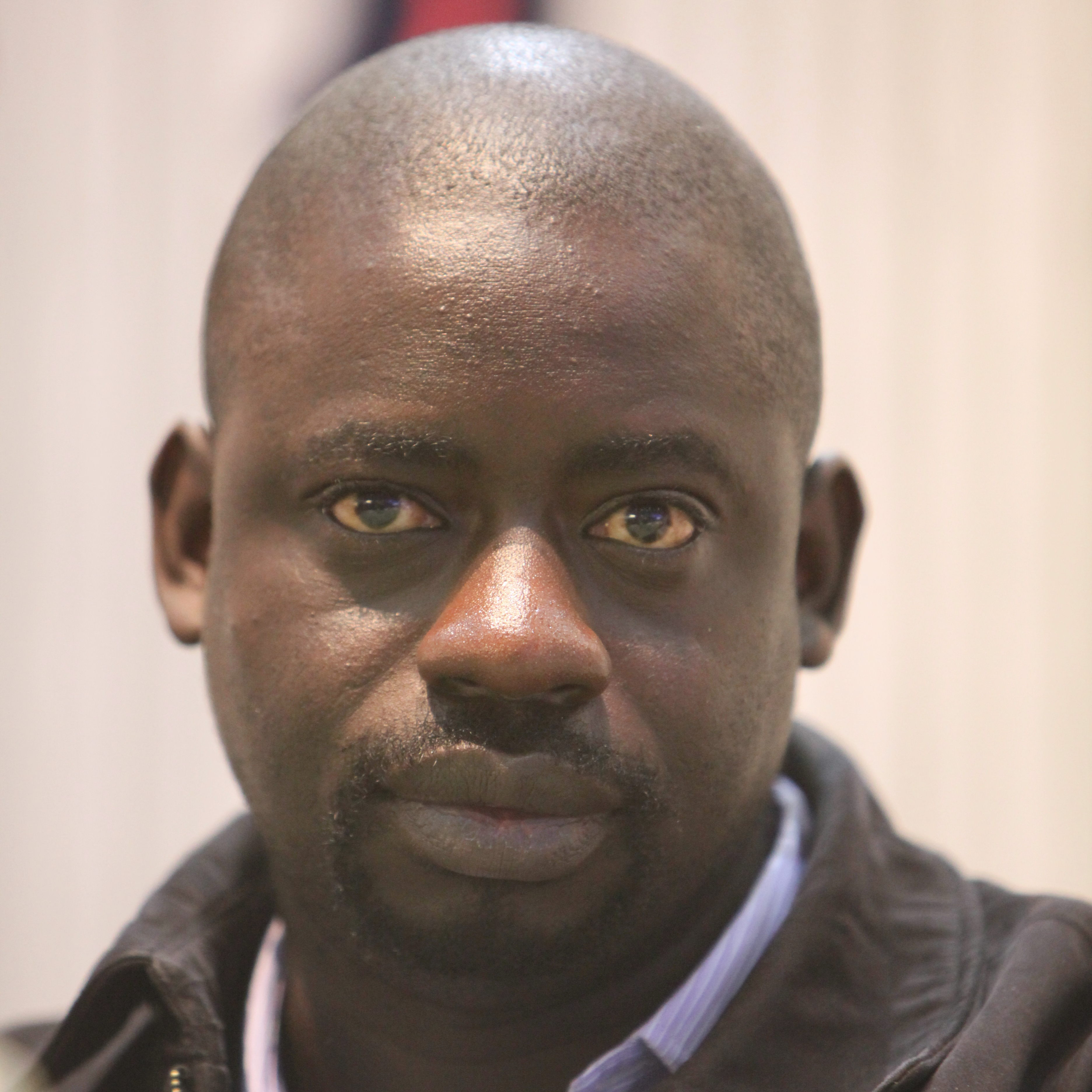
Felwine Sarr im Salon du Livre 2011 in Genf

Felwine Sarr (* 11. September 1972 in Niodior, Senegal) ist ein senegalesischer Wirtschafts- und Geisteswissenschaftler, Autor und Musiker. Seit 2020 ist er Professor für Französisch und Frankophonie-Studien an der Duke University in Durham (North Carolina). Zuvor war er Dozent für Makro- und Entwicklungsökonomie sowie Direktor des Instituts für Wirtschaftswissenschaften und Management der Université Gaston Berger in Saint-Louis (Senegal). Zusammen mit Bénédicte Savoy erstellte Sarr 2018 einen Bericht über die Restitution afrikanischer Kulturgüter für den französischen Staatspräsidenten.

## Leben
Felwine wurde als ältestes von 12 Kindern eines Obersts der senegalesischen Armee auf der Atlantikinsel Île de Guior geboren. Nach seinem Abitur am Collège Sacré-Cœur in Dakar studierte er Ökonomie an der Universität Orléans, wurde dort 2006 promoviert und bestand die Agrégation (Lehrbefugnis) für Universitätsdozenten. Von 2007 bis 2020 lehrte er als Maître de conférences (Dozent) an der Université Gaston Berger (UGB) in Saint-Louis (Senegal), wo er 2009 habilitiert wurde und ab 2011 als Dekan der Fakultät für Ökonomie und Management und zum Koordinator der neuen Fakultät Civilisations, Religions, Art et Communication (CRAC) an der UGB fungierte. Seit 2014 ist Sarr Vizepräsident der Direktorenkonferenz von OSIWA, der Open Society Initiative for West Africa. 2020 wurde er auf eine Stiftungsprofessur für Französisch und Frankophonie-Studien an der Romanistischen Abteilung der Duke University im US-Bundesstaat North Carolina berufen. Zudem ist er Herausgeber des Journal of African Transformation.
Zusammen mit dem kamerunischen Philosophen Achille Mbembe gründete er im Oktober 2016 die Ateliers de la Pensée, eine Vereinigung von rund 30 Wissenschaftlern und Künstlern mit dem Ziel, einen Raum für intellektuelle Debatten in Afrika zu schaffen.

## Werk
In der akademischen Lehre und Forschung beschäftigt sich Felwine Sarr mit Makroökonomie, politischer Ökonomie, Ökonometrie, Entwicklungsökonomie, Epistemologie und Religionsgeschichte. In seinem vielbeachteten Werk Afrotopia, das 2016 mit dem Grands prix des associations littéraires in der Kategorie Forschung ausgezeichnet wurde, widmet er sich mittels postkolonialer Theorien der Dekolonisation Afrikas und spricht sich für eine Wiederaneignung von afrikanischen Zukunftsmetaphern aus. Bei der Entwicklung afrikanischer Demokratien dürfe es nicht darum gehen, die Geschichte des Westens zu reproduzieren, vielmehr müsse sich Afrika über eine Synthese von traditionellen und zeitgenössischen Organisationsformen neu erfinden. Das Buch erschien im Januar 2019 in deutscher Übersetzung. Rainer Gruszczynski übte Kritik an Sarrs darin ausgesprochener Empfehlung an die Afrikaner, auf Familienplanung und Geburtenregelung zu verzichten, damit die „demographischen Verluste“, die Afrika durch die Sklaverei entstanden seien, ausgeglichen werden könnten.
Zum Werk von Sarr gehören noch weitere Essays sowie mehrere literarische Werke. Zudem ist er Mitgründer des senegalesischen Verlags Jimsaan. Außerdem ist Sarr auch als Musiker tätig und hat drei Alben veröffentlicht: Civilisation ou Barbarie (2000), Les mots du Récit (2005) und Bassaï (2007).
Im März 2018 beauftragte der französische Präsident Emmanuel Macron Sarr, gemeinsam mit der französischen Kunsthistorikerin Bénédicte Savoy, die Möglichkeiten und Kriterien der Rückgabe von kolonialen Kulturgütern französischer Museen an afrikanische Länder zu erkunden. Am 23. November 2018 reichten Sarr und Savoy ihren Abschlussbericht mit dem Titel Rapport sur la restitution du patrimoine culturel africain (deutsch: Bericht über die Restitution afrikanischer Kulturgüter) ein. Der Bericht ist im französischen Original und in englischer Übersetzung öffentlich einsehbar. In einem Interview ein halbes Jahr später zeigt er sich ernüchtert über die französische Haltung, sieht jedoch aus Deutschland positive Signale.

## Veröffentlichungen
- Dahij. Gallimard, Paris 2009, ISBN 978-2-07-012267-7.
- 105 rue Carnot. Mémoire d’encrier, Montréal 2011, ISBN 978-2-923713-57-1.
- Médiations Africaines. Mémoire d'encrier, Montréal 2012, ISBN 978-2-923713-73-1.
- Afrotopia. Philippe Rey, Paris 2016, ISBN 978-2-84876-502-0.
  - Afrotopia. Deutsche Übersetzung von Max Henninger, Matthes & Seitz, Berlin 2019, ISBN 978-3-95757-677-4.
- Ishindenshin. Mémoire d'encrier, Montréal 2017, ISBN 978-2-89712-516-5.
- Habiter le monde. Mémoire d'encrier, Montréal 2017, ISBN 978-2-89712-519-6.
- mit Achille Mbembe (Hg.): Écrire l’Afrique-Monde. Phillipe Rey/Jimsaan, Paris/Dakar 2017, ISBN 978-2-84876-601-0.
- mit Bénédicte Savoy: Zurückgeben. Über die Restitution afrikanischer Kulturgüter. Matthes & Seitz, Berlin 2019, ISBN 978-3-95757-763-4.
- Les lieux qu'habitent mes rêves. Roman. L'Arpenteur/Éditions Gallimard, Paris 2022, ISBN 978-2-07-295128-2.
  - Die Orte, an denen meine Träume wohnen. Roman. Übers. von Doris Heinemann. Fischer, Frankfurt a. M. 2023, ISBN 978-3-10-397175-0.